# デヴィ・レイク
デヴィ・レイク（Dewi Lake、1999年5月16日 - ）は、ウェールズ出身のプロラグビー選手。ユナイテッド・ラグビー・チャンピオンシップのオスプリーズに所属している。

## 経歴
ウェールズ・ブリジェンド出身。学生時代、体操競技のウェールズ代表として活躍。
オスプリーズのアカデミーに入団した後、バックローからフッカーに転向して2018年にオスプリーズ公式戦デビューを果たした。
2018年、U20ウェールズ代表に選ばれる。2019年のワールドラグビーU20チャンピオンシップでは、チームのキャプテンに選ばれた。大会中、U20ニュージーランド代表を8対7で破る。
2020年、ウェールズ代表としてシックス・ネーションズに出場に向けて招集されたが、出場なし。
2022年、シックス・ネーションズのアイルランド代表戦で、代表初キャップを得る。
2023年、ワールドカップ2023では共同キャプテンを務めた。